# Відкрите причастя
Відкрите причастя — практика деяких протестантських церков, яка дозволяє як членам, так і нечленам конфесії приймати Євхаристію (яку також називають Святим Причастям). Багато, але не всі церкви, які практикують відкрите причастя, вимагають, щоб особа, яка причащається, була хрещеним християнином, також можуть застосовуватися інші вимоги. У методизмі відкрите причастя називається відкритим столом, що означає, що всі можуть підійти до столу причастя.
Відкрите причастя є протилежністю закритого причастя, де таїнство зберігається для членів конкретної церкви або інших осіб, з якими вона перебуває у стосунках євхаристичного спілкування. Закрите причастя може стосуватися або певної деномінації, або окремої конгрегації.

## Афірмація
Як правило, церкви, які пропонують відкрите спілкування з іншими християнами, не вимагають явного підтвердження християнства від того, хто причащається. Деякі церкви перед початком причастя роблять оголошення, наприклад: «Ми запрошуємо всіх, хто сповідував віру в Христа, приєднатися до нас за столом».
Відкрите причастя, зазвичай, практикується в церквах, де елементи передаються через конгрегацію. Однак це також практикується в деяких церквах, де є процесія причастя, коли паства виходить вперед, щоб причаститися перед вівтарем; це стосується Об'єднаної методистської церкви, Єпископальної церкви, більшості англіканських церков і деяких лютеранських церков.

## Підтримуюча віра
Ті, хто практикує відкрите причастя, загалом вірять, що запрошення до причастя є запрошенням до столу Христа, і стороннім людям не можна втручатися у спілкування між людиною та Христом. Деякі традиції стверджують, що існують певні обставини, за яких люди не повинні з'являтися для причастя (і повинні добровільно утримуватися від прийняття) причастя. Однак, якби ці особи прийшли до причастя, їм не відмовили б. В інших традиціях концепція «непридатності для отримання» невідома, і фактична відмова роздати елементи особі вважалася б неправильною.

## Практики
Більшість протестантських церков практикують відкрите причастя, хоча багато хто вимагає, щоб причащаючий був хрещеним християнином. Відкрите причастя за умови хрещення є офіційною політикою Церкви Англії та церков Англіканської спільноти. Інші церкви, які дозволяють відкрите спілкування (з вимогою хрещення або без нього), включають Церкву Назарянина, Євангельську вільну церкву, Церкву Бога, Церкви громади, Пресвітеріанську церкву США, Пресвітеріанську церкву в Америці, Камберлендська пресвітеріанська церква, Об'єднана церква Канади, Об'єднана церква Христа, Об'єднана методистська церква, Вільна методистська церква, Глобальна методистська церква, Африканська методистська єпископальна церква, Міжнародна церква чотиристороннього Євангелія, Асоціація церков виноградників, Метропольна общинна церква, Християнська церква (учнів Христа), Церкви Христа, Асамблеї Бога, Реформатська церква в Америці, Адвентисти сьомого дня, Баптисти вільної волі, Баптисти сьомого дня, і більшість церков в Південній баптистській конвенції. Усі органи ліберального католицького руху практикують відкрите причастя як питання політики. Офіційна політика єпископальної церкви полягає в тому, щоб запрошувати до причастя лише охрещених осіб. Однак багато парафій не наполягають на цьому і практикують відкрите причастя.
Більшість церков Євангелічної лютеранської церкви в Америці практикують власну форму відкритого спілкування, пропонуючи Євхаристію дорослим без отримання катехитичних інструкцій, за умови, що вони охрещені та вірять у Справжню присутність. Християнські церкви та церкви Христа, а також Церква Голгофи та інші неконфесійні церкви також практикують відкрите спілкування. Об'єднуюча церква Австралії практикує відкрите спілкування, запрошуючи всіх присутніх до участі.
Церкви Данії, Норвегії та Швеції є церквами відкритого причастя.
Помітними винятками є православна церква, католицька церква, реформістські адвентисти сьомого дня, традиційні лютеранські церкви та деякі реформатські протестантські чи кальвіністські деномінації (у яких ви повинні бути охрещеними). Усі вони зазвичай практикують певну форму закритого причастя.
Церкви Христа, хоча й дотримуються погляду на закрите причастя, на практиці не забороняють відвідувачам причащатися, виходячи з того, що згідно з 1 Коринтян 11:28 відвідувач повинен «дослідити себе» і вирішити причащатися чи відмовлятися (тобто це не для служителя, старійшин/дияконів або членів вирішувати, хто може або не може брати участь); таким чином, практика більше схожа на відкрите причастя.
Асамблеї Бога, баптистські та інші церкви, які практикують конгрегаційну політику, через свій автономний характер можуть (залежно від окремої конгрегації) практикувати відкрите або закрите спілкування.
Іншими групами, які практикують відкрите спілкування, є Моравська церква Весліани та Християнський і місіонерський альянс.
У рамках руху святих останніх днів Спільнота Христа практикує відкрите причастя. Церква Ісуса Христа Святих останнього дня, з іншого боку, вважає свою відповідну церемонію (відому як Таїнство) такою, що має значення лише для членів церкви (хоча фактично не забороняє іншим брати участь).
Деякі незалежні католицькі церкви, такі як Американська католицька церква в Сполучених Штатах, Американська національна католицька церква і Бразильська католицька апостольська церква практикують відкрите причастя, іноді навіть дозволяючи нехрещеним і нехристиянам приймати його.
В Англіканській спільноті, як і в багатьох інших традиційних християнських деномінаціях, ті, хто не охрещений, можуть виступати в шерензі зі схрещеними на грудях руками, щоб отримати благословення від священника замість Святого Причастя. Ця практика також використовується в римо-католицькій церкві під час похоронних служб, де учасниками часто є некатолики.
У нетринітарних групах Генеральна конференція Церкви Бога практикує відкрите причастя, а також багато унітаріанських та універсалістських християнських церков, таких як Королівська капела в Бостоні, Массачусетс.